# Пецка, Зденек
Зденек Пецка (чеш. Zdeněk Pecka; 6 февраля 1954[…], Литомержице — 30 января 2024) — чехословацкий гребец, выступавший за сборную Чехословакии по академической гребле в 1972—1983 годах. Обладатель двух бронзовых медалей летних Олимпийских игр, серебряный и бронзовый призёр чемпионатов мира, победитель первенств национального значения. Тренер по академической гребле.

## Биография
Зденек Пецка родился 6 февраля 1954 года в городе Литомержице, Чехословакия.
Впервые заявил о себе в академической гребле на международном уровне в сезоне 1972 года, когда вошёл в состав чехословацкой национальной сборной и выступил на юниорском мировом первенстве в Милане, где в одиночках финишировал шестым.
В 1974 году побывал на чемпионате мира в Люцерне, откуда привёз награду бронзового достоинства, выигранную в зачёте парных четвёрок.
В 1975 году в парных четвёрках получил серебро на чемпионате мира в Ноттингеме.
Благодаря череде удачных выступлений удостоился права защищать честь страны на летних Олимпийских играх 1976 года в Монреале — в составе четырёхместного экипажа, куда также вошли гребцы Владек Лацина, Вацлав Вохоска и Ярослав Геллебранд, с первого места преодолел предварительный квалификационный этап, а в решающем финальном заезде финишировал третьим позади экипажей из Восточной Германии и Советского Союза — тем самым завоевал бронзовую олимпийскую медаль.
В 1977 году в парных четвёрках стал серебряным призёром на чемпионате мира в Амстердаме.
В 1978 году в той же дисциплине финишировал четвёртым на чемпионате мира в Карапиро.
На чемпионате мира 1979 года в Бледе добавил в послужной список серебряную награду, выигранную в парных двойках.
Находясь в числе лидеров гребной команды Чехословакии, благополучно прошёл отбор на Олимпийские игры 1980 года в Москве — на сей раз вместе с Вацлавом Вохоской выиграл бронзовую медаль в парных двойках, уступив командам из ГДР и Югославии.
После московской Олимпиады Пецка остался действующим спортсменом и продолжил принимать участие в крупнейших международных регатах. Так, в 1981 году в парных двойках он занял четвёртое место на чемпионате мира в Мюнхене.
В 1982 году в двойках взял бронзу на чемпионате мира в Люцерне.
В 1983 году на чемпионате мира в Дуйсбурге сумел квалифицироваться лишь в утешительный финал В и расположился в итоговом протоколе соревнований на 12-й строке.
Впоследствии проявил себя на тренерском поприще, в частности в 1989—2004 годах тренировал серебряного олимпийского призёра Вацлава Халупу. Женат на известной чехословацкой лыжнице Квете Ериовой.